# Marco Túnez
Marco Túnez (Yecla, 26 de septiembre de 1918 — Madrid, 19 de octubre de 1987) fue un cantante lírico bajo y actor español activo entre los años 40 y 70 del siglo XX.

## Biografía
Vicente Martínez Máñez, Marco Túnez, nace el 26 de septiembre de 1918 en Yecla, Murcia, pero sus orígenes son levantinos. Reside en Valencia durante su niñez y adolescencia, siendo su lengua materna el valenciano. Su afición y amor hacia la música comienzan tempranamente. A los cuatro años ya se acerca continuamente al gramófono para escuchar música clásica y, sobre todo, arias de ópera.
Siguiendo esta inclinación, fue Antonio Cortis el maestro que le forma en los estudios de música y canto. Este gran tenor, amigo de Caruso, había abierto en la calle Pizarro de Valencia, al final de la década de los treinta, una escuela privada de
canto, a causa de la nefasta situación económica causada por la guerra.
Tras acabar los estudios, el mismo Cortis lo introduce en diferentes compañías de ópera y zarzuela, trabajando como bajo junto a cantantes como Marcos Redondo o Esteban Astarloa. En 1946 contrae matrimonio con María Rosa Abascal Aguirre, hija de un importante industrial cántabro, Manuel Abascal Marroquín. Dicho matrimonio dará como fruto el nacimiento de dos hijos: Vicente Antonio y María Elena.
Su trayectoria artística se desarrolla de una manera notable a partir de 1944, cantando como bajo principal en compañías relevantes de la historia de la música española, como es el caso de la formada por el compositor Pablo Sorozábal:
- En 1946 en el Coliseum de Barcelona en las zarzuelas La tabernera del puerto y Don Manolito, al lado de Pilar A. Bañuls y Tomás Álvarez.

- Estrena en 1948, en el teatro Calderón de Madrid, junto a Enriqueta Serrano y Esteban Astarloa, Los burladores, zarzuela que será el libreto póstumo de los hermanos Álvarez Quintero.

- En el teatro Calderón estrena, por primera vez en Cataluña, en 1949, una opereta del compositor vasco: La isla de las perlas, y reestrena, el mismo año pero en el teatro madrileño de igual nombre, Don Manolito.

Forma parte de la compañía lírica del barítono Marcos Redondo, cantando junto a él en obras como la ópera Maruxa (1945, teatro Calderón).
Trabaja en la prestigiosa compañía del barítono Antón Navarro, premio nacional Amadeo Vives, con la que realiza giras principalmente en Alicante, Valencia, Cataluña y Madrid:
- Estrena en el madrileño teatro El Fuencarral, 1950, la fantasía oriental La princesa de Tangarah, del maestro Fernando Gravina, y canta en obras como La tabernera del puerto en el teatro de San Fernando de Sevilla.

- En 1951, y en el teatro Victoria, cantando en las óperas Rigoletto y Maruxa o en la zarzuela La tabernera del puerto. En el teatro Calderón, también junto a Antón Navarro y Josefina Canales, en la zarzuela La del manojo de rosas, o la ópera Marina, -en la que ya había cantado en 1945 al lado de Florencio Calpe y José María Aguilar-.

- Estrena, también en 1951 y en el teatro Victoria, el sainete lírico de Francisco Ramos de Castro (libretista de La del manojo de rosas) y Manuel López Marín, con música del maestro Fernando Moraleda, Las gafas y, en el teatro Calderón de Barcelona, la zarzuela de Francisco Balaguer, Carmen la sevillana.

Desde 1954 y hasta 1968 reside en Santander y forma una Agrupación lírica en la que es también cantante. Realiza numerosas puestas en escena en el antiguo teatro Pereda: La barquera, Pagliacci, Marina, Doña Francisquita, Rigoletto, Los gavilanes y La dogaresa entre otras. Las reseñas aparecen fundamentalmente en el diario Alerta.
A partir de 1968 vive en Madrid, donde frecuenta la tertulia formada por el maestro Sorozábal y otros músicos. Trabaja no sólo como cantante sino también como actor:
- Dentro del ámbito cinematográfico destaca su papel en la película de Juan Logar, rodada en Lanzarote, “El perfil de Satanás” (1969).

- Como actor teatral realiza giras con la prestigiosa Compañía Tirso de Molina, creada por Manuel Manzaneque, premio nacional de teatro.

Continúa trabajando en importantes compañías de zarzuela:
- Con la compañía lírica de José de Luna, en la opereta Katiuska o La tabernera del puerto, ambas representadas en el Teatro Español de Barcelona (1969).
- Trabaja en La compañía lírica nacional dirigida por José Tamayo, fundamentalmente en Madrid, aunque también realiza giras por otras ciudades, incluidas en la programación de Los festivales de España. Algunas obras son Doña Francisquita (1972) y El barberillo de Lavapiés (1973) que son representadas en el Teatro de la Zarzuela de Madrid.
- Actúa en La compañía lírica española dirigida por Antonio Amengual en obras como Luisa Fernanda, Los gavilanes o La revoltosa (1974), representadas también en el Teatro de la Zarzuela de Madrid.

El 19 de octubre de 1987 fallece en Madrid; un año antes que el maestro Sorozábal.